# یونی‌پترول
یونی‌پترول (به انگلیسی: Unipetrol) شرکت نفتی مستقر در پراگ، جمهوری چک است، که در سال ۱۹۹۴ تأسیس شد و هم‌اکنون اکثریت سهام آن در اختیار شرکت لهستانی پی‌کی‌ان اورلن قرار دارد.
تمرکز اصلی شرکت یونی پترول در بخش پایین‌دستی صنعت نفت است و در زمینه پالایش بنزین و تولید محصولات پتروشیمی فعالیت می‌کند.